# 小行星17029
小行星17029（17029 Cuillandre）是一颗绕太阳运转的小行星，为主小行星带小行星。该小行星于1999年3月17日发现。

## 轨道参数
小行星17029的轨道半长轴为2.8292071 UA，离心率为0.061。